# Franco Acampora
Franco Acampora (Napoli, 18 febbraio 1944) è un attore italiano.

## Biografia
Frequenta da ragazzo l'Accademia nazionale d'arte drammatica e successivamente interpreta vari ruoli al cinema, specialmente in film ambientati in Campania. In Sgarro alla camorra è Pietro, il giovane amico di Mario Merola che si sacrifica per lui. Recita anche un ruolo nel film con Jack Lemmon Che cosa è successo tra mio padre e tua madre? girato a Ischia. Più recentemente è ricordato come il fratello attore di Massimo Troisi in Scusate il ritardo, partecipa a Faustina, primo film di Luigi Magni, Ondata di calore di Nelo Risi, Uomini contro di Francesco Rosi e molti altri. 
Svolge soprattutto un'intensa attività teatrale: Napoli notte e giorno di Raffaele Viviani, La lupa con Anna Magnani, Napoli chi resta e chi parte con Massimo Ranieri, Le diavolerie di Alessandro Fersen, Il valzer dei cani e l'Enrico IV con Romolo Valli, O di uno o di nessuno di Luigi Pirandello e Le femmine puntigliose, entrambi con Lina Sastri, Oreste di Vittorio Alfieri con Remo Girone, La locandiera di Carlo Goldoni con Adriana Asti, A porte chiuse di Sartre con Daria Nicolodi e Remo Girone, L'avaro di Moliere con Paolo Stoppa, Le false confidenze di Marivaux con Mariano Rigillo, Nata ieri di G. Kanin con Valeria Marini, Napoli milionaria di Eduardo De Filippo con Carlo Giuffré e Isa Danieli, Ecuba di Euripide con Isa Danieli.

## Filmografia

### Cinema
- Faustina, regia di Luigi Magni (1968)
- Italiani! È severamente proibito servirsi della toilette durante le fermate, regia di Vittorio Sindoni (1969)
- Ondata di calore, regia di Nelo Risi (1970)
- Uomini contro, regia di Francesco Rosi (1970)
- Che cosa è successo tra mio padre e tua madre? (Avanti!), regia di Billy Wilder (1972)
- Donnarumma all'assalto, regia di Marco Leto (1972)
- Sgarro alla camorra, regia di Ettore Maria Fizzarotti (1973)
- Pronto... Lucia, regia di Ciro Ippolito (1982)
- Scusate il ritardo, regia di Massimo Troisi (1983)

### Televisione
- Donnarumma all'assalto, regia di Marco Leto (1972)
- L'invitto, regia di Gian Pietro Calasso (1975) - Film TV
- L'avaro, regia di Olga Bevacqua (1983) - Film TV